# Indian Ocean (gruppo musicale)
Gli Indian Ocean sono un gruppo rock Indiano formatosi a Nuova Delhi nel 1990, ampiamente riconosciuti come i pionieri del genere fusion rock in India. Susmit Sen, Asheem Chakravarty, Rahul Ram e Amit Kilam sono stati membri del gruppo fino alla morte di Chakravarty, avvenuta il 25 dicembre 2009, dopodiché Tuheen Chakravorty e Himanshu Joshi sono ufficialmente subentrati nella band come sostituti. Dopo l'abbandono da parte di Susmit Sen nel 2013, Rahul Ram è l'unico membro fondatore e contributore dell'album di debutto della band Indian Ocean ancora attivo nel gruppo. Sanjeev Sharma ha collaborato con la band in numerosi album nel ruolo di paroliere.
Lo stile musicale della band può essere catalogato tra folk e fusion. È un genere sperimentale, che fonde raga (melodie tradizionali indiane) e musica rock, chitarre e batteria, a volte impiegando canzoni popolari indiane. È stato anche descritto da alcuni critici musicali come "fusione indo-rock con ritmi speziati dal jazz che integra shloka, sufismo, ambientalismo, mitologia e rivoluzione".
Dal 2010, la band si è mossa contro le direttive delle etichette discografiche. Hanno pubblicato il loro ultimo album, 16/330 Khajoor Road, online e gratuitamente. La ragione principale dietro questa mossa è stata la frustrazione per la negoziazione dei contratti con le case discografiche e le lotte per i problemi inerenti il diritto d'autore. Il gruppo è ricorso a concerti e sponsorizzazioni indipendenti per generare entrate piuttosto che scendere a compromessi con le etichette. Per un breve periodo hanno avuto Johnnie Walker per sponsor "illustre". Nella lista del 2014 "25 Greatest Indian Rock Songs of the last 25 Years", Rolling Stone India ha annoverato due canzoni degli Indian Oceean, Ma Rewa e Kandisa, entrambe dall'album Kandisa del 2000.

## Storia del gruppo

### 1984–1990: i primi anni

#### Anni ottanta: Formazione
All'inizio degli anni ottanta, Asheem Chakravarty suonava tabla nella band Bengalese Niharika. Nel 1984 Susmit Sen, un fan dei Niharika, conobbe Asheem durante un concerto.
Per i tre anni seguenti, con Sen come chitarrista e Chakravarty alle tabla e alla batteria, suonarono sperimentalmente senza però scrivere testi originali. Ad eccezione di un singolo concerto all'Università di Roorkee, non suonarono dal vivo in occasioni ufficiali in questo periodo.

#### 1990: la demo
Il nome Indian Ocean fu suggerito a Sen da suo padre nel 1990. Shaleen Sharma, membro del gruppo rock Aqua-Regia, venne reclutato come batterista e Indrajit Dutta e Anirban Roy come bassisti. La band registrò una demo grazie al denaro ricavato dalla vendita della chitarra elettrica di Sen; il nastro demo aveva una durata di 45 minuti e consisteva di 7 tracce, tutte registrate nel corso di una giornata. Il nastro fu recapitato a HMV, l'etichetta nata dal braccio Indiano di EMI, che siglò il primo contratto della band.

### 1991-2009: gli anni con Asheem Chakravarty

#### Con Amit Kilam
Nel 1994 il batterista Shaleen Sharma lasciò la band. Fu sostituito da Amit Kilam, un artista nettamente più giovane degli altri membri della band. La formazione conseguente, composta di Susmit Sen, Asheem Chakravarty, Rahul Ram e Amit Kilam, è stata ad oggi quella maggiormente apprezzata, dal pubblico quanto dalla critica, nonché quella di maggior successo commerciale.
Con la formazione succitata gli Indian Ocean registrarono l'album dal vivo registrato Desert Rain, nel 1997, e due album in studio, Kandisa e Jhini, rispettivamente nel 2000 e nel 2003. Hanno anche composto la colonna sonora del film Black Friday e hanno contribuito con alcuni brani alla colonna sonora di Peepli Live.

#### Morte di Asheem Chakravarty
Asheem Chakravarty fu ricoverato a Doha nell'ottobre del 2009 a seguito di un infarto. Nonostante paresse che le sue condizioni fossero tornate stabili, il 25 dicembre 2009 un arresto cardiaco causò la sua morte in Nuova Delhi.

### 2010 - presente: gli anni  dopo Asheem

#### 16/330 Khajoor Road

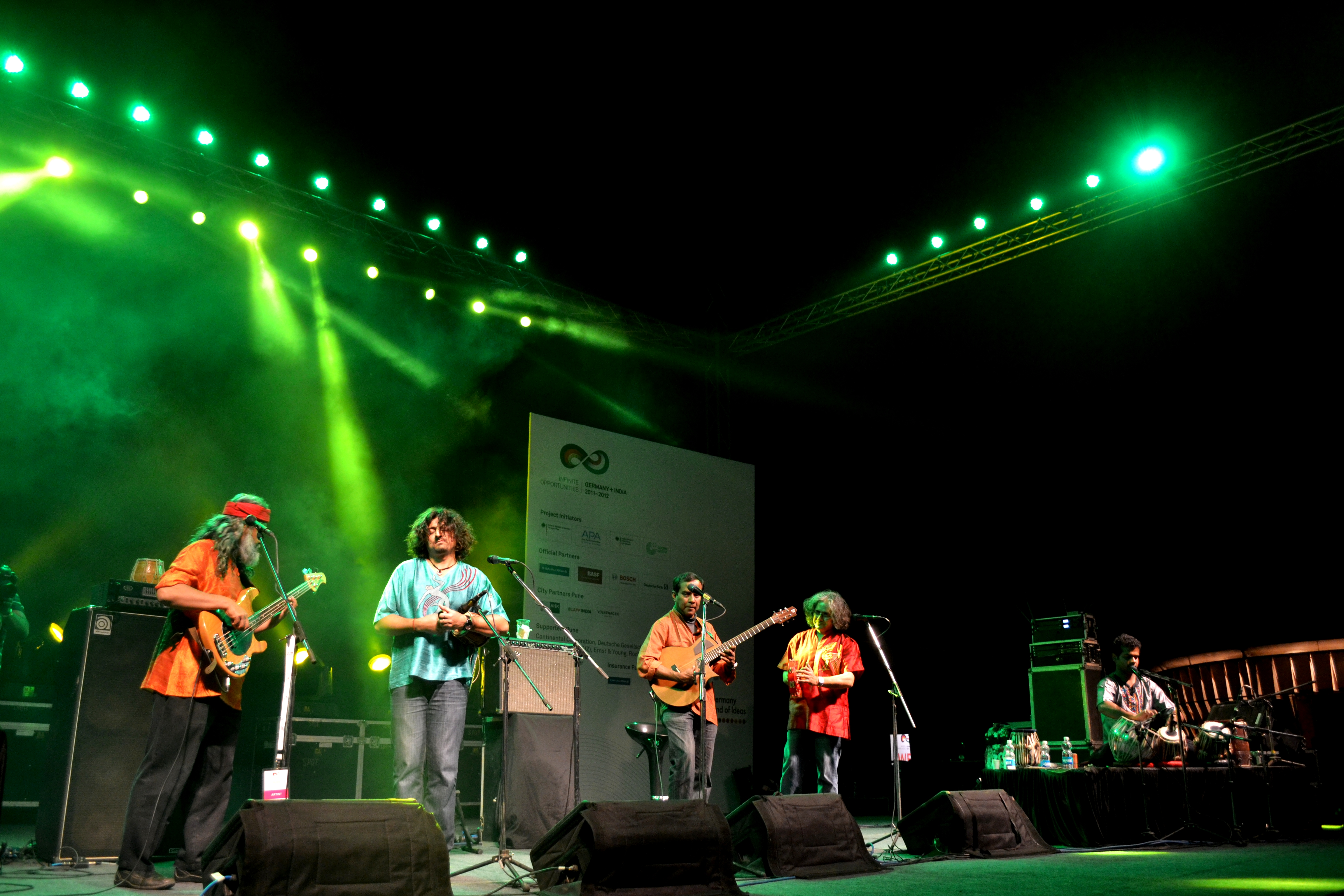
Indian Ocean in concerto a Pune.

Gli Indian Ocean non hanno mai ufficialmente annunciato una sostituzione ufficiale di Chakravarty. Ad ogni modo, Himanshu Joshi è la voce sostituta di Chakravarty de facto e Tuheen Chakravarty suona sia le tabla che le altre varie percussioni che Chakravarty suonava.
Il primo album in studio uscito dopo la morte di Asheem Chakravarty è 16/330 Khajoor Road. La band ha reso l'intero album disponibile per il download dal proprio sito aggiungendo una nuova canzone ogni mese. Nel corso di sette mesi è stato pubblicato l'album nella sua interezza; dal 25 Febbraio 2011, l'album è disponibile gratuitamente per il download.
L'album è anche disponibile fisicamente su supporto CD in confezione da due dischi.
Sumsit Sen ha lasciato la band nel 2013 ed è stato sostituito da Nikhil Rao.
Nel 2015 la band ha composto la colonna sonora del film Masaan.

## Formazione
Attuale

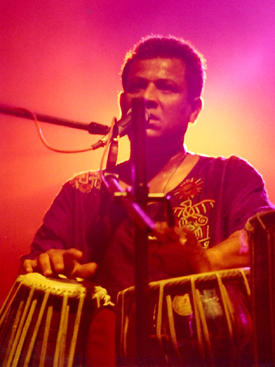
Asheem Chakravarty

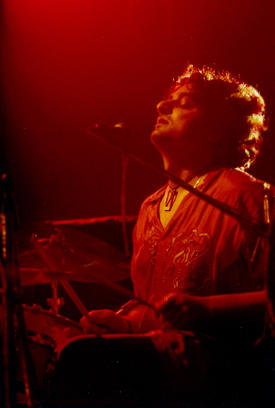
Amit Kilam

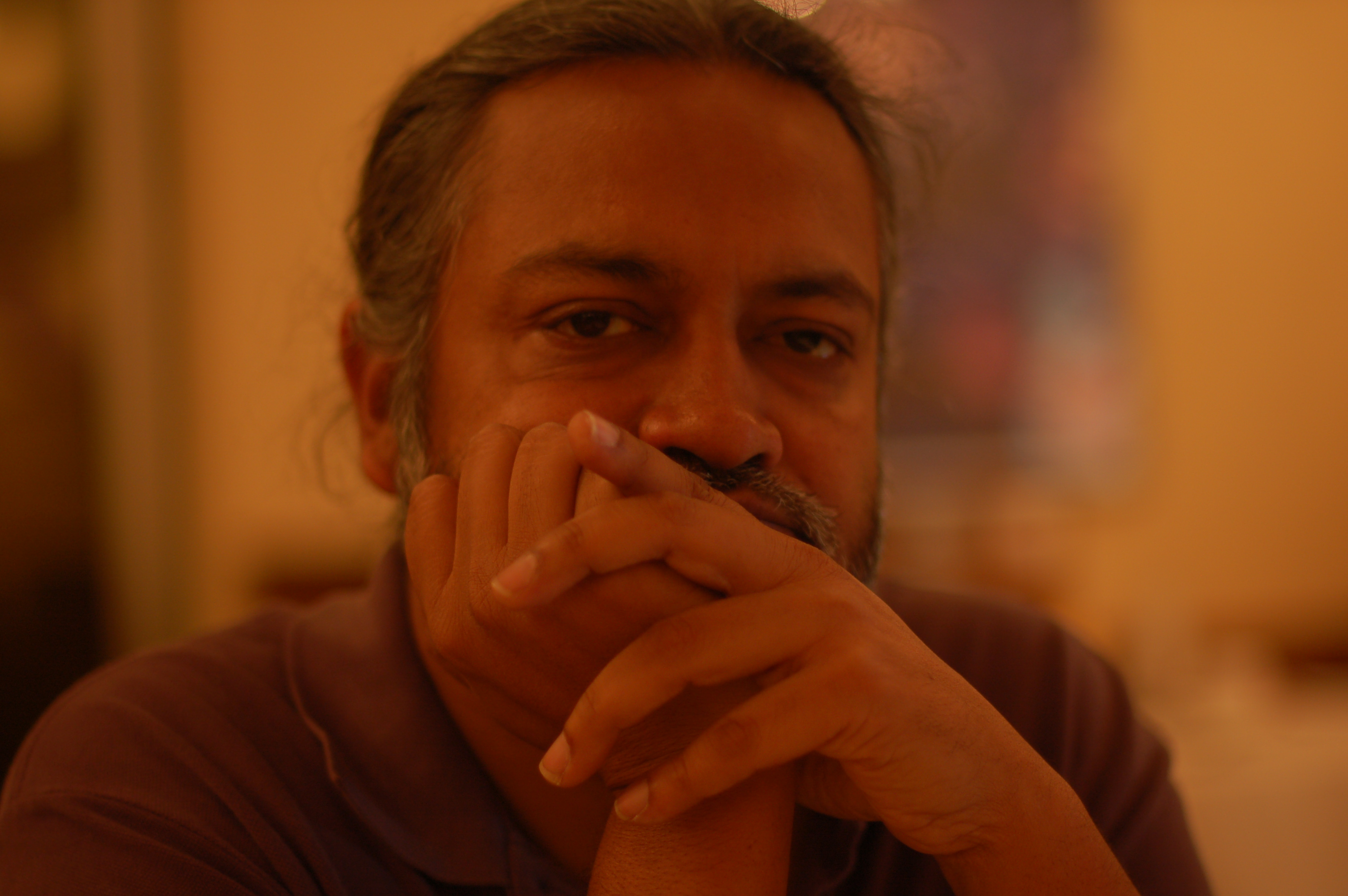
Rahul Ram

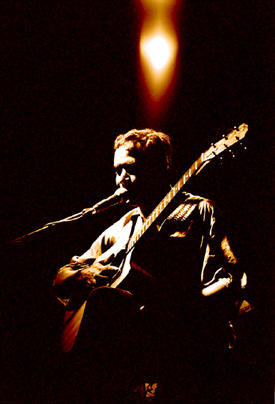
Sumsit Sen

- Himanshu Joshi - voce (2010-presente)
- Tuheen Chakravorty – tabla, percussioni (2010–presente)
- Amit Kilam - batteria, percussioni, voce (1994–presente)
- Nikhil Rao - chitarra (2013–presente)
- Rahul Ram - basso, voce (1994–presente)

Ex membri
- Asheem Chakravarty - tabla, percussioni, voce (1990–2009)
- Shaleen Sharma - basso, tastiere, cori (1990–1994)
- Susmit Sen - chitarra (1990–2013)

## Discografia
- Indian Ocean (1993)
- Desert Rain (1997)
- Kandisa (2000)
- Jhini (2003)
- Black Friday (2005)
- 16/330 Khajoor Road (2010)
- Tandanu (2014)

## Colonne sonore
- SWARAJ (2002)
- Black Friday (2004)
- Hulla (2008)
- Live in Concert (2008)
- Beware Dogs (2008) [14]
- Bhoomi (2009)
- Yeh Mera India (2009)
- Gulaal  (2009)
- Mumbai Cutting (2009) [15]
- Leaving Home - The Life and Music of Indian Ocean (2010)
- Peepli Live (2010) [16]
- Satyagraha (2013)
- Katiyabaaz (2014)[17]
- Tra la terra e il cielo (2015)
- Kanpuriye (2019)